# Jesús Emmanuel Acha Martínez
Emmanuel, bürgerlich: Jesús Emmanuel Acha Martínez (* 16. April 1955 in Mexiko-Stadt), ist ein mexikanischer Popsänger und Komponist. Er ist der Sohn von Raúl (Rovira) Acha, einem bekannten Stierkämpfer und der Flamencosängerin und -tänzerin Conchita Martinez.

## Leben
Zunächst bestrebt, seinem Vater nachzueifern und selbst Stierkämpfer zu werden, was ihm zum Teil auch gelang, tauschte er jedoch bald Muleta und Capote (beides Stierkampfinstrumente) gegen das Mikrofon ein.
1976 gewann er einen Gesangswettbewerb, den die überregionale Tageszeitung „El Heraldo“ in Mexiko jährlich veranstaltet. Der musikalische Schwerpunkt lag hier noch eindeutig in der landestypischen mexikanischen Volksmusik, den sog. Mariachi. Er wurde dabei als Erbe des nicht nur in Mexiko überaus populären Mariachi Musikers Pedro Vargas betrachtet.
Er erhielt einen Plattenvertrag bei RCA Records und brachte über die Jahre mehrere recht erfolgreiche Alben heraus, die in Mexiko sechs Mal mit Gold und acht Mal mit Platin ausgezeichnet wurden. Mehr und mehr wandte er sich dann der für Mittel- und Lateinamerika typischen Popmusik zu.
Neben seinen musikalischen Ambitionen ist er auch sehr an der Natur und ihrem Schutz interessiert und bemüht sich, die Menschen seines Heimatlandes für das Thema Naturschutz zu sensibilisieren. Er ist aktives Mitglied der Organisation Movimiento Hombre-Naturaleza (Bewegung Mensch-Natur), welche den verantwortungsvollen Umgang mit der Umwelt einfordert.

## Diskografie (Auswahl)

### Alben
| Jahr | Titel                                                       | Höchstplatzierung, Gesamtwochen, AuszeichnungChartplatzierungen (Jahr, Titel, Platzierungen, Wochen, Auszeichnungen, Anmerkungen) | Höchstplatzierung, Gesamtwochen, AuszeichnungChartplatzierungen (Jahr, Titel, Platzierungen, Wochen, Auszeichnungen, Anmerkungen) | Anmerkungen                                      |
| Jahr | Titel                                                       | Latin | MX | Anmerkungen                                      |
| ---- | ----------------------------------------------------------- | --- | --- | ------------------------------------------------ |
| 1996 | Amor Total                                                  | Latin29 (1 Wo.)Latin | — | Erstveröffentlichung: 24. September 1996         |
| 2006 | Historias de toda la vida... Los éxitos                     | Latin8 (17 Wo.)Latin | — | Erstveröffentlichung: Juni 2006                  |
| 2007 | Emmanuel retro en vivo                                      | — | MX2 ×5Fünffachgold · (84 Wo.)MX                                                                                                   | Erstveröffentlichung: 18. Dezember 2007          |
| 2011 | Acústico en Vivo                                            | Latin32 (5 Wo.)Latin | MX2 ×4Vierfachplatin · (164 Wo.)MX                                                                                                | Erstveröffentlichung: 24. Oktober 2011           |
| 2013 | Frente a Frente                                             | — | MX5 (27 Wo.)MX | Erstveröffentlichung: 2013 mit Jose Luis Perales |
| 2013 | Lo Mejor De Emmanuel & Manuel Mijares En Concierto          | — | MX5 Gold · (114 Wo.)MX | Erstveröffentlichung: 2013                       |
| 2014 | Lo Mejor De Emmanuel & Manuel Mijares En Concierto (Vol. 2) | — | MX9 Platin · (44 Wo.)MX | Erstveröffentlichung: 23. September 2014         |
| 2015 | Inedito                                                     | Latin19 (1 Wo.)Latin | MX8 Gold · (17 Wo.)MX | Erstveröffentlichung: 10. Februar 2015           |
| 2017 | MTV Unplugged: Con El Alma Desnuda                          | — | MX1 Gold · (41 Wo.)MX | Erstveröffentlichung: 27. Oktober 2017           |
| 2018 | Tesoros De Colección                                        | — | MX12 (65 Wo.)MX | Erstveröffentlichung: 2018                       |

grau schraffiert: keine Chartdaten aus diesem Jahr verfügbar
Weitere Alben
- 1986: Desnudo
- 1988: Entre Lunas
- 1988: Quisiera
- 1990: Vida
- 1992: Ese Soy Yo
- 1994: Esta Aventura
- 1996: Amor Total
- 1997: Ricos Y Famosos
- 1999: Sentirme vivo (MX: Gold)

### Singles
| Jahr | Titel Album                    | Höchstplatzierung, Gesamtwochen, AuszeichnungChartsChartplatzierungen (Jahr, Titel, Album, Platzierungen, Wochen, Auszeichnungen, Anmerkungen) | Anmerkungen |
| Jahr | Titel Album                    | Latin | Anmerkungen |
| ---- | ------------------------------ | --- | ----------- |
| 1986 | Toda la vida Desnudo           | Latin1 (20 Wo.)Latin |             |
| 1987 | Es mi mujer Desnudo            | Latin1 (39 Wo.)Latin |             |
| 1987 | Solo Desnudo                   | Latin8 (23 Wo.)Latin |             |
| 1987 | No Te Quites La Ropa Desnudo   | Latin6 (22 Wo.)Latin |             |
| 1988 | Luces De Bohemia Desnudo       | Latin37 (4 Wo.)Latin |             |
| 1988 | Una Vieja Cancion Entre Lunas  | Latin33 (7 Wo.)Latin |             |
| 1988 | La Ultima Luna Entre Lunas     | Latin2 (24 Wo.)Latin |             |
| 1988 | Que Sera Entre Lunas           | Latin3 (21 Wo.)Latin |             |
| 1989 | En La Noche Entre Lunas        | Latin10 (15 Wo.)Latin |             |
| 1989 | Quisiera                       | Latin7 (20 Wo.)Latin |             |
| 1989 | La Chica De Humo Quisiera      | Latin1 (20 Wo.)Latin |             |
| 1990 | La Vida Decidio Quisiera       | Latin5 (12 Wo.)Latin |             |
| 1990 | Las Barajas De Ana Quisiera    | Latin31 (6 Wo.)Latin |             |
| 1991 | Bella Senora Vida              | Latin2 (19 Wo.)Latin |             |
| 1991 | No He Podido Verte Vida        | Latin2 (24 Wo.)Latin |             |
| 1992 | Ese Soy Yo                     | Latin5 (12 Wo.)Latin |             |
| 1992 | Magdalena Ese Soy Yo           | Latin5 (16 Wo.)Latin |             |
| 1993 | Y Ahora Se Me Pasan –          | Latin18 (7 Wo.)Latin |             |
| 1994 | Esta Aventura                  | Latin27 (5 Wo.)Latin |             |
| 1995 | Quiero Un Beso Esta Aventura   | Latin30 (3 Wo.)Latin |             |
| 1996 | Amor Total                     | Latin3 (18 Wo.)Latin |             |
| 1997 | Mi Mujer Ricos Y Famosos       | Latin8 (13 Wo.)Latin |             |
| 2000 | Sentirme Vivo                  | Latin5 (15 Wo.)Latin |             |
| 2000 | Corazon De Melao Sentirme Vivo | Latin12 (15 Wo.)Latin |             |
| 2001 | Sentirme Vivo                  | Latin5 (15 Wo.)Latin |             |

## Auszeichnungen für Musikverkäufe
Anmerkung: Auszeichnungen in Ländern aus den Charttabellen bzw. Chartboxen sind in ebendiesen zu finden.
| Land/RegionAuszeichnungen für Musikverkäufe (Land/Region, Auszeichnungen, Verkäufe, Quellen) | Gold     | Platin     | Verkäufe | Quellen         |
| -------------------------------------------------------------------------------------------- | -------- | ---------- | -------- | --------------- |
| Mexiko (AMPROFON)                                                                            | 5× Gold5 | 7× Platin7 | 615.000  | amprofon.com.mx |
| Insgesamt                                                                                    | 5× Gold5 | 7× Platin7 |          |                 |